# Kegyetlen titok
A Kegyetlen titok (eredeti cím: Sorority Row) 2009-ben bemutatott amerikai horrorfilm, melynek rendezője Stewart Hendler, forgatókönyvírói Josh Stolbert és Pete Goldfinger. A főszerepet Briana Evigan, Leah Pipes, Rumer Willis, Jamie Chung, Margo Harshman, Audrina Patridge, Caroline D'Amore és Carrie Fisher alakítja.
Az Amerikai Egyesült Államokban 2009. szeptember 11-én került a mozikba, és 12,5 milliós költségvetésből 27,2 millió dolláros bevételt hozott világszerte. Általánosságban negatív véleményeket kapott a kritikusoktól. A filmet két kategóriában Teen Choice díjra jelölték, a két színésznő – Audrina Patridge és Rumer Willis e horrorfilmbeli teljesítéséért.

## Cselekmény
Miután rájönnek, hogy Garret (Matt O’Leary) megcsalja a barátnőjét, a Theta Pi nevezetű lányszövetség kitalálja, hogy Megan (Audrina Patridge) segítségével megtréfálják őt. A lányszövetség tagjai: Cassidy (Briana Evigan), Jessica (Leah Pipes), Ellie (Rumer Willis), Claire (Jamie Chung) és chugs (Margo Harshman). Megan eljátssza a saját halálát, miközben a fiúval van. Megan elszínleli, hogy megfullad, így Garret a nővérek segítségét kéri, és arra készülnek, hogy a testét belökik a vasgyári tóba. Jessica elsuttogja a színlelő lánynak, hogy a levegőt engedje ki a tüdejéből, mert a teste így nem fog a víz felszínén lebegni, ekkor Garret mellkason szúrja egy kerékkulccsal, melytől valóban meghal. A csapat úgy dönt, hogy Megan testét, valamint a kerékkulcsot ledobják a kútba, egyenesen le a bányába.
Nyolc hónappal később, a lányok elkülönültek egymástól, és a történt eset után, Cassidy még mindig bűnösnek érzi magát. A diplomaosztó után, az osztály egyik fele bulit tart, ahol a lányok egyszerre kapnak egy képet a telefonjukon: Egy kéz tartja azt a kerékkulcsot, amivel Garrett megölte Megant. A gyanú azonnal Garrettre esik, de Chugs bízik benne, hogy ő már az eset után teljesen megváltozott. Jessica átvette a vezetést, és azt mondja, hogy ez csak egy rossz vicc, majd folytatják a bulit. Megérkezik Megan húga, Maggie (Caroline D'Amore), aki nővére tiszteletére részt akar venni a partin. Később Chugs leválik a lányoktól, hogy találkozzon a terapeutájával. Amikor megérkezik és találkoznak, közvetlen utána felbukkan egy ismeretlen alak, aki átalakított kerékkulccsal "fejbe" dobja a terapeutát. A lány nem tudja, hogy a terapeutát megölték, így csak azt hiszi hogy szexuális játékot űz. Lefekszik a kanapéra és iszik egy üvegpezsgőt, azonban a fekete köpenyt viselő csuklyás gyilkos megöli őt. A pezsgősüveget lenyomja a torkán és a kerékkulccsal elvágja a nyakát.
Nem sokkal később, a lányszövetség tusolójában Claire és Jessica összevitatkoznak a történt esetről. Miután elhagyják a tusolót, egy Joanna nevű lány kihallgatta a beszélgetést, ekkor váratlanul megöli őt a titokzatos alak, aki a kerékkulcsot az állán keresztül az agyába szúrja. Azon az éjszakán nagy érettségi bulit tartanak. Ott, Claire szakít az ő Mickey nevű ostoba barátjával, mert folyton perverzkedik. A fiú néhány lánynál próbálkozik, köztük Ellienél is, de mindenki elvisszautasítja. Ezután megtámadja őt a csuklyás gyilkos és eltöri a lábát, majd mikor elmenekülne, fejjel lefelé az ételliftben átszúrja a torkát a kerékkulccsal. Ellie tanúja volt az esetnek. Cassidy, Claire, Jessica és Ellie összefognak, de közben mindannyian kapnak egy videót Megan haláláról, meg egy szöveges üzenetet mellé; 20 perc múlva legyenek a régi acélbányánál, vagy a videó el lesz küldve a rendőrségnek. A lányok elhajtanak a bánya aknájához, és találkoznak ott Garrettel, aki felvágta az ereit. Abban a hitben, hogy Garrett vadászik rájuk, Jessica elgázolja őt a kocsival. Azonban utólag rájönnek, hogy Garrett is ugyanúgy megkapta a szöveges üzenetet. Ellie azt gyanítja, hogy Megan valójában nem halt meg, és azt hiszik, hogy ő a titokzatos gyilkos, aki bosszút akar állni. Hogy bebizonyosodjon Megan tényleges halála, Cassidyt leeresztik a kútba, hogy megnézze a holttestet, de csak azt veszi észre, hogy vérrel a falra van írva egy üzenet: "Theta Pinek meg kell halnia".
Visszamennek a mostanra üres házba, és kapnak egy üzenetet Chugs mobiltelefonjáról, hogy ő már meghalt. Utána Claire szájába lő egy jelzőpisztolyt a gyilkos, amellyel megöli. Jessica keresi a barátját, Kylet (Matt Lanter) a házban, de a lányok csak Maggievel és Mrs. Crenshawval (Carrie Fisher) találkoznak. Miután Mrs. Crenshaw is megtudta az esetet, azt mondja a lányoknak, hogy zárják be magukat a hálószobába és hívják a rendőrséget, miközben ő megkeresi a gyilkost a házban. Maggie ledöbben, mikor megtudja, hogy mi történt a nővérével, ezért elhagyja a szobát, hogy megtalálja őt. Miután macska-egér játék veszi kezdetét, Mrs. Crenshawt megöli a kerékkulccsal a gyilkos. A lányok hallották Mrs. Crenshaw puskájának lövéseit, és úgy vélik, hogy megölte Magant. Senkinél sincs magánál a mobiltelefon, ezért Cassidy és Jessica, elmennek, hogy megtalálják Mickey testét, hogy használják a mobilját. Közben a földszinten, Maggie szembesül a gyilkossal és Molotov-koktélt dob felé, melytől kigyullad a ház. Cassidy és Jessica megtalálja Mickey testét az ételliftben, de belefutnak Kyleba, és Jessicával elkezd harcolni, majd megsebesíti őt. Cassidy és Jessica elmenekülnek egy felújítás alatt álló fürdőszobába, ahol rátalálnak Megan rothadó holttestére a zuhany alatt. Kyle megtámadja őket, és kiüti Jessicát. Mielőtt Cassidynek is ártana, megérkezik a barátja, Andy (Julian Morris) és a srác fejébe állítja a baltát, majd felfedi, hogy ő a gyilkos. Ahogy Jessica visszanyeri az eszméletét, megpróbál tárgyalni Andyvel, de Andy nekidobja a kerékkulcsot, melytől Jessica a falnak csapódik és a száján keresztül felnyársalódik. Andy először megvédte őket avval, hogy tudott róluk. Andy szeretett volna egy tökéletes jövőt Cassidyvel, csak mindig fennállt az a veszély, hogy kiderül az igazság. Andy úgy dönt, hogy megöl mindenkit, aki benne volt Megan gyilkosságában. Elmondja Cassidynek, hogy meg kell ölnie Elliet is. A lány ezt ellenzi, de Andy elmondja, hogy úgyis Ellie a leggyengébb láncszem közülük, és kiderül, hogy Ellie volt az aki, bizalmasan elmondta Megan halálát neki, így valószínűleg akárkinek elmondhatja még. Cassidy összejátszik barátjával, és együtt kigondolnak egy tervet, és azt mondja Andynek, hogy Ellie a pincében van.
Miközben Andy lemegy megkeresni, Cassidy addig kihasználja az időt és elmegy Elliért az emelet gardróbba. Megpróbálnak a bejárati ajtón elmenekülni, de Andy megtámadja őket, és elárulja, hogy csalódott Cassidyben, mert elárulta őt. Sietve Ellie próbálkozik menekülni, közben Cassidy leüti Andyt egy állólámpával, és ő is elmenekül, de megáll, mert hallja, hogy Maggie segítségért kiáltozik, aki a lángok csapdájába esett. Andy megához tér, és meg akarja ölni Maggiet, de Cassidynek sikerül megmentenie őt. Azonban, Cassidy alatt összeomlik a padló, és a fiú hagyja lógni, hogy leessen az égő pincébe. Ahogy, Andy már a mondandója végét járja, hirtelen megjelenik Ellie és lelövi őt Mrs. Crenshaw puskájával. Hátra esik az égő padlóra és összeomlik alatta, majd leesik a lángoló halálba. Andy meghalt, Maggienek viszont sikerül maga köré tekerni egy takarót, és kiszabadítja magát a láng fogságából. Felhúzza Cassidyt a padlón lévő lyukból. Cassidy, Ellie, és Maggie kimenekülnek az égő házból, ezután megérkezik a tűzoltóság és kárelhárító szövetkezet.
15 hónappal később, a tűz által leégett Theta Pi épülete felújítás alatt áll, amiben mostanra már Maggie is a szövetség tagja. Amint a lányok éneklik a Theta Pi dalát, egy férfi beáll a képbe, és észrevehető, hogy a kezében egy kerti simító van. A kamera ráközelít a csuklóján lévő hegekre – ezzel arra utalva, hogy Garrett még mindig életben van.

## Szereplők
| Színész          | Szerep           | Magyar hang      |
| ---------------- | ---------------- | ---------------- |
| Briana Evigan    | Cassidy Tappan   | Solecki Janka    |
| Jamie Chung      | Claire Wen       | Dögei Éva        |
| Leah Pipes       | Jessica Pierson  | Vadász Bea       |
| Rumer Willis     | Ellie Morris     | Szabó Zselyke    |
| Audrina Patridge | Megan Blaire     | Mészáros Szilvia |
| Margo Harshman   | Charlene Bradley | Molnár Ilona     |
| Caroline D'Amore | Maggie Blaire    | Csondor Kata     |
| Julian Morris    | Andy Richards    | Szabó Máté       |
| Matt O’Leary     | Garrett Bradley  | Dányi Krisztián  |
| Carrie Fisher    | Mrs. Crenshaw    | Némedi Mari      |